# Vitina
Viti
Pour les articles homonymes, voir Viti et Vitina (homonymie).
Viti en albanais et Vitina en serbe latin (en serbe cyrillique : Витина ; autre nom albanais : Vitia) est une ville et une commune/municipalité du Kosovo. Elles font partie du district de Gjilan/Gnjilane (MINUK) ou du district de Kosovo-Pomoravlje (Serbie). En 1991, la commune/municipalité comptait 57 290 habitants, dont une majorité d'Albanais. En 2009, la population de la commune/municipalité était estimée par l'OSCE à 59 800 habitants. Selon le recensement kosovar de 2011, la ville intra muros compte 4 924 habitants et la commune/municipalité 46 987.

## Géographie
La municipalité de Viti est située dans la partie centrale de la dépression de la Haute Anamorava, entre la rivière Morava et Binca. La rivière est située dans un endroit fertile et plat, propice à la culture de toutes les plantes agricoles. Après l'occupation de terres albanaises (Kosovo) par les envahisseurs ottomans, Viti faisait partie du comté de Morava.
Pendant la Première guerre balkanique (1912), comme d'autres parties du Kosovo, Viti et ses environs ont été occupées par la Serbie. Pendant la Seconde Guerre mondiale, elle fut occupée par la Bulgarie tandis qu'entre les deux guerres mondiales elle était sous l'occupation de la Yougoslavie (1918-1941).

## Histoire
À la suite de la guerre du Kosovo, la commune servit de point d'attache à la compagnie A 2/505 de la 82e division aéroportée américaine, premier élément de la KFOR à avoir œuvré pour la stabilisation de la commune. Après que cette première unité eut quitté les lieux, Viti/Vitina fut le théâtre d'un scandale international à la suite du viol et du meurtre par un soldat américain d'une jeune fille de la localité. L'enquête ultérieure révéla d'importantes déficiences au sein du commandement et au niveau de l'entrainement des troupes du 3/504 Parachute Infantry Regiment et provoqua d'importants changements dans l'entrainement des troupes déployées dans le cadre d'opérations de maintien de la paix[réf. nécessaire].

## Localités

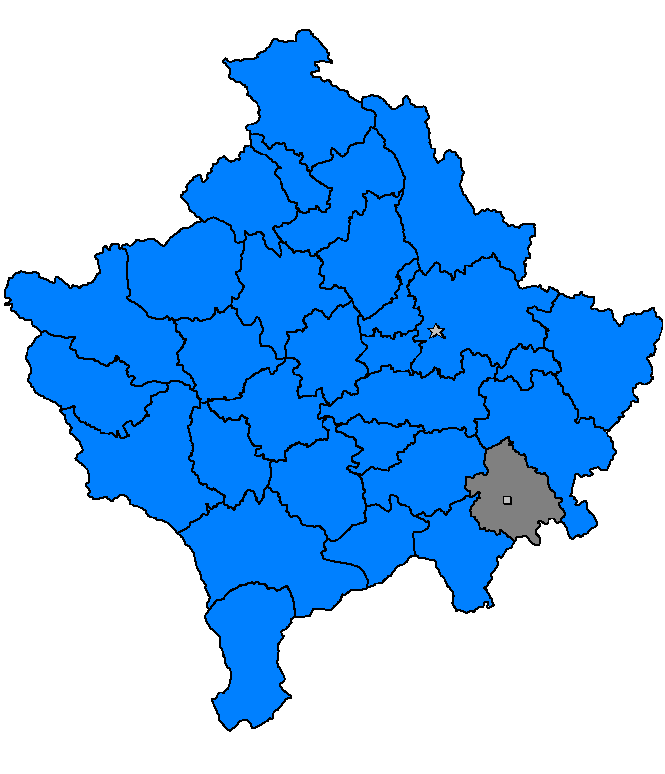
Localisation de la commune/municipalité de Viti/Vitina au Kosovo

La commune/municipalité de Viti/Vitina compte les localités suivantes :
| - Ballancë/Balance - Beguncë/Begunce - Binçë/Binač - Budrikë e Epërme/Gornja Budrika - Buzovik/Buzovik - Çifllak/Čiflak - Debelldeh/Debelde - Devajë/Devaja - Drobesh/Drobeš - Gërmovë/Grmovo - Gjylekar/Đelekare - Goden i Madh/Veliki Goden - Grnčar/Gërnçar - Gushicë/Gušica - Kabash/Kabaš | - Klokot/Kllokot - Letnicë/Letnica - Lubishtë/Ljubište - Mjak/Mijak - Mogillë/Mogila - Novosellë/Novo Selo - Podgorc/Podgorce - Pozharan/Požaranje - Radivojc/Radivojce - Ramjan/Donje Ramnjane - Ramnishtë/Ravnište - Remnik/Ribnik - Sadovinë e Çerkezëve/Čerkez Sadovina - Sadovinë e Jerlive/Jerli Sadovina - Shasharë/Šašare | - Sllatinë e Epërme/Gornja Slatina - Sllatinë e Poshtme/Donja Slatina - Smirë/Smira - Stubëll e Epërme/Gornja Stubla - Stubëll e Poshtme/Donja Stubla - Tërpezë/Trpeza - Tërstenik/Trstenik - Viti/Vitina - Vërban/Vrban - Vërnakollë/Vrnavokolo - Vërnez/Vrnez - Vrbovac/Vërboc - Zhiti/Žitinje |

## Démographie
| Composition ethnique                                                           |          |       |        |       |         |      |      |      |        |
| Année/Population                                                               | Albanais | %     | Serbes | %     | Croates | %    | Roms | %    | Total  |
| 1961                                                                           | 20 496   | 60,92 | 10 442 | 31,04 | 2 077   | 6,17 | 21   |      | 33 642 |
| 1971                                                                           | 26 927   | 67,69 | 9 649  | 24,26 | 2 613   | 6,57 | 126  | 0,32 | 39 780 |
| 1981                                                                           | 35 105   | 73,38 | 8 369  | 17,49 | 3 722   | 7,78 | 229  | 0,49 | 47 839 |
| 1991                                                                           | 45 078   | 78,68 | 7 002  | 12,22 | 4 331   | 7,56 | 373  | 0,65 | 57 290 |
| 2011                                                                           | 46 669   | 99,3  | 113    | 0,24  | 70      | 0,1  | 26   |      | 46 987 |
| Réf. : Recensements yougoslaves jusqu'en 1991, et recesement du Kosovo en 2011 |          |       |        |       |         |      |      |      |        |

En 2011, la population totale de la commune/municipalité était à 46 987 habitants. Elle est constituée d'une large majorité d'Albanais et compte environ 100 Serbes du Kosovo, 70 Croates du Kosovo et 20 Roms. Deux villages possèdent une majorité de peuplement serbe, Vrbovac/Vërboc et Grnčar/Gernqarë, tandis que trois autres sont de peuplement mêlé, Mogillë/Mogilla, Binçë/Binač et Klokot/Kllokot). La diminution du nombre de Serbes est due à la création de municipalité du Klokot/Kllokot.[réf. nécessaire]

## Politique
L'assemblée de Viti/Vitina compte 31 membres, qui, en 2007, se répartissaient de la manière suivante :
| Parti                                              | Sièges |
| -------------------------------------------------- | ------ |
| Parti démocratique du Kosovo (PDK)                 | 9      |
| Ligue démocratique de Dardanie (LDD)               | 8      |
| Alliance pour le futur du Kosovo (AAK)             | 6      |
| Ligue démocratique du Kosovo (LDK)                 | 3      |
| Alliance pour un nouveau Kosovo (AKR)              | 3      |
| Parti réformiste (ORA)                             | 1      |
| Parti chrétien-démocrate pour l'intégration (PDKI) | 1      |

Nexhmedin Arifi, membre du PDK, a élu maire de la commune/municipalité.

## Sport
Dans les villages de Viti/Vitina, il y a une petite salle de sport où les jeunes peuvent aller s'entraîner ou passer leurs temps libre. Cette salle de sport se situe près de Sllatinë/Donja slatina.

## Économie

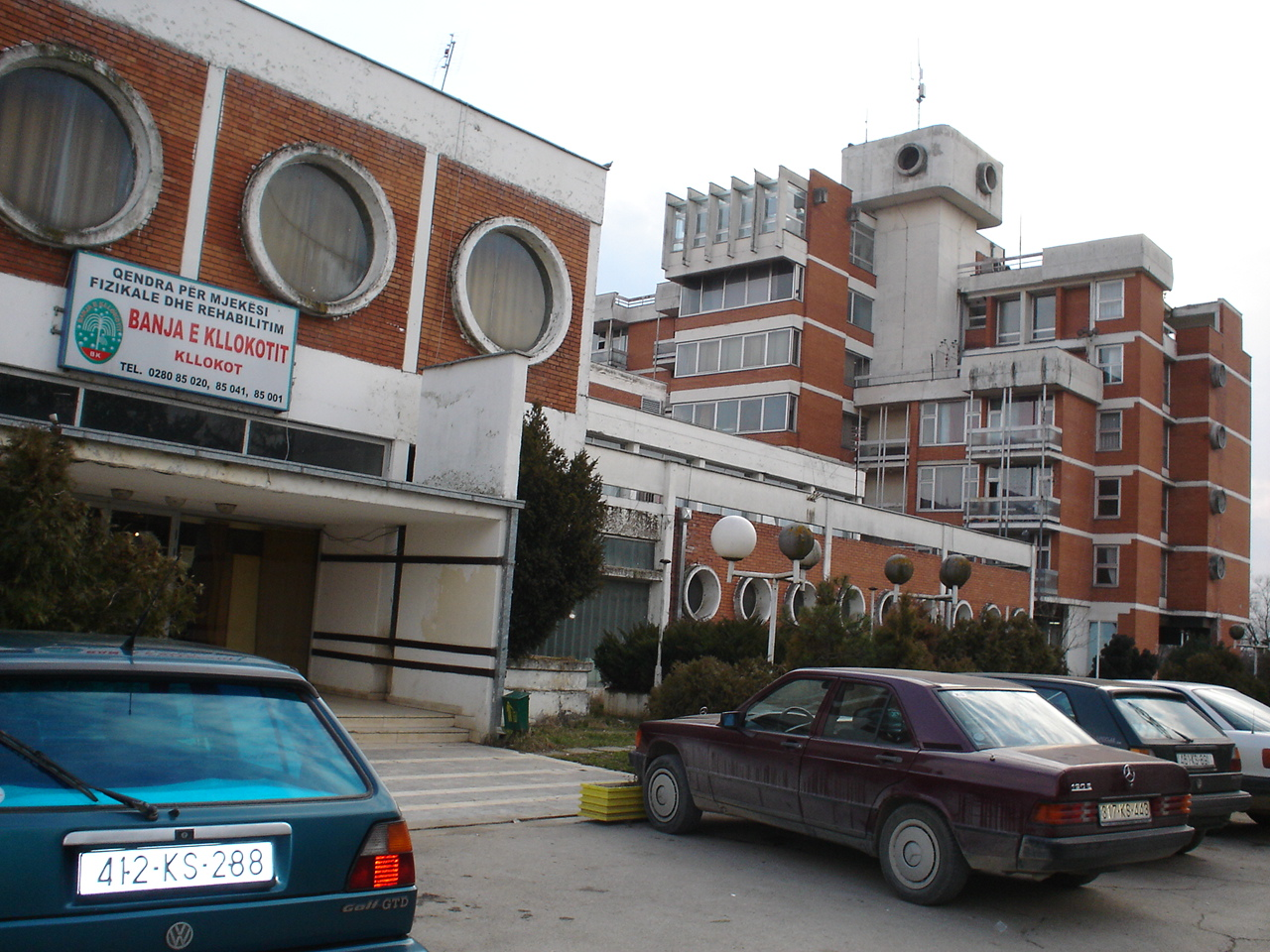
Le centre thermal de Klokot/Kllokot

La commune/municipalité de Viti/Vitina est économiquement sinistrée. Néanmoins il faut tenir compte du fait que cette zone étant très rurale ; le taux de chômage officiel masque toute une activité économique souterraine. La majorité des entreprises est aux mains des kosovars albanais ainsi que la majorité des services publics. La plus importante société de la commune est la Kllokot Bottling Plant & Spa qui emploie 230 personnes (dont 28 Serbes).

## Infrastructures
La qualité du réseau routier est contrastée. Les routes principales menant aux gros villages sont asphaltées mais étroites, les routes secondaires sont pour la plupart mal entretenues.
Durant la guerre du Kosovo, environ 5 % des maisons des kosovars albanais soit 255 ont été brûlées. Après le retrait des troupes serbes environ 230 maisons appartenant aux Serbes ont été détruites soit environ 20 % du total des maisons serbes.
L'eau courante est disponible dans 70 % de la ville de Vitina. Plusieurs villages ont leur propre système d'alimentation en eau potable mais comme la compagnie publique de distribution de l'eau n'est pas responsable de la maintenance de ces systèmes, l'alimentation en eau potable n'est pas fiable. En tout moins de 20 % de la population de la commune a accès au réseau d'adduction d'eau. Environ 10 % ont accès au tout-à-l'égout.

## Tourisme
Le village de Letnicë/Letnica est le centre de la paroisse catholique de Letnica (en serbe : Letnička katolička župa) ; situé sur les pentes septentrionales de la Skopska Crna Gora, la « montagne noire de Skopje », il possède un sanctuaire marial qui fait l'objet d'un important pèlerinage et qui figure aujourd'hui sur la liste des monuments culturels protégés de la Serbie. C'est dans l'église de Letnicë/Letnica que Mère Teresa aurait décidé de mener définitivement une vie consacrée.
Sites archéologiques
- le site archéologique de la grotte de Grnčar à Grnčar/Gërnçar (Paléolithique)[7]
- le site de Veliko Polje à Sadovinë e Jerlive/Jerli Sadovina (IXe-IVe siècle av. J.-C.)[8]
- le site archéologique de Vërban/Vrban (Ier-IVe siècles)[9]
- le site de Gradište à Grnčar/Gërnçar (IIe-XIIIe siècles)[10]
- le site archéologique de Priboj à Grnčar/Gërnçar (Antiquité, Moyen Âge)[11]
- le site de Gradište à Tërpezë/Trpeza (IIe siècle ; XVe siècle)[12]
- le site archéologique de Gradište-Kaljaja à Binçë/Binač (IVe-VIe siècles ; XIe siècle)[13]

Monuments culturels
- le Moulin-musée de Frrok Dokiq à Letnicë/Letnica (vers 1300)[9]
- le monastère Saint-Michel-et-Saint-Gabriel de Buzovik/Buzovik (XIVe siècle)[14]
- la mosquée de Goden i Madh/Veliki Goden (1490)[9]
- la mosquée de Pozharan/Požaranje (1890)[9]
- un moulin à Binçë/Binač (XIXe siècle)[9]
- l'église Saint-Antoine de Binçë/Binač (XIXe siècle)[9]
- la vieille école de Gjylekar (Skifteraj)/Đelekare (XIXe-XXe siècles)[9]
- la tour-résidence de Don Lush Gjergj à Gjylekar (Skifteraj)/Đelekare[9]
- le bâtiment de l'école élémentaire albanaise de Pozharan/Požaranje (1905)[15]
- le bâtiment de l'école élémentaire albanaise de Stubëll e Epërme/Gornja Stubla (XXe siècle)[16]
- la maison de Riza Hajdar à Stubëll e Poshtme/Donja Stubla (XXe siècle)[9]
- la mosquée de Vërban/Vrban (1937)[9]
- le monument de la Lutte de libération nationale à Ramjan/Donje Ramnjane (XXe siècle)[17]
- l'église Saint-Joseph de Stubëll e Epërme/Gornja Stubla (1969)[9]
- une tour à Letnicë/Letnica[9]
- une tour-résidence à Letnicë/Letnica[9]
- la tour-résidence de Ekrem Abaz à Viti/Vitina[9]

## Personnalités
- Xhevat Bislimi (1961-), homme politique kosovar.